# Lo Camh Khong
 (mars 2010).
Si vous disposez d'ouvrages ou d'articles de référence ou si vous connaissez des sites web de qualité traitant du thème abordé ici, merci de compléter l'article en donnant les références utiles à sa vérifiabilité et en les liant à la section « Notes et références ».
Lo Camh Khong (dénommé ultérieurement Deo Cam Kong) est le fondateur mi-XVIIe siècle de la  dynastie seigneuriale tai portant le patronyme Deo dans le nord-ouest de l'actuel Vietnam et de l'ouest de l'ancien Tonkin.
Natif de Chong Khong Hao, prince feudataire, grand fonctionnaire de la cour impériale chinoise et préfet de Lim Chau, il avait en charge la surveillance des frontières du Guangxi et du Guangdong. Il fut pressenti comme successeur au dernier empereur Ming Zhu Youjian mais, présentant la fin de cette dynastie, il préféra quitter son pays pour conquérir le  Sip Song Chau Tai (littéralement "Pays des douze provinces"), région du nord-ouest du Tonkin :
Après avoir demandé l'hospitalité à l'empereur du Đại Việt de la dynastie Lê, il combattit pour le compte de celui-ci avec l'aide de son frère, de ses deux fils et d'un important contingent annamite mis à sa disposition. À titre de récompense, il se vit attribuer par l'empereur le territoire de  Lai Châu et son frère cadet Pou Lang Tiong celui de Mueang Ten (alias Muong Teng), l'actuelle région de  Diên Biên, tous deux situés dans le  Sip Song Chau Tai. C'est là qu'il acquiert le pseudonyme de Pou Tho Muong.
Lo Camh Khong (alias Deo Cam Kong) donna naissance à la dynastie seigneuriale tai de la  région :
- -   Lo Camh Khong (alias Deo Cam Kong)     grand fonctionnaire de la cour impériale chinoise et préfet de Lim Chau, il avait en charge la surveillance des frontières du Guangxi et du Guangdong puis Seigneur du Pays Taï (XVIIe siècle - Chine)
    -   DEO Kim Cat  Seigneur du Pays Taï (XVIIIe siècle - Vietnam)
      - DEO Van Dinh
      - DEO Van Binh
      -   DEO Van An  Seigneur du Pays Taï (XVIIIe siècle - Vietnam)
        -   DEO Van Sanh  Seigneur du Pays Taï (XIXe siècle - Empire d’Annam)
          - DEO Van Phan  (- 1903) 
          - DEO Nang Dum
          -   DEO Van Tri (刁 文)  Seigneur du Pays Taï (1848 - 1908- Empire d’Annam)
            - DEO Van Man
            - DEO Nang Thiep
            - DEO Nang Mon
            - DEO Van Khang
            -  DEO Van Long (刁 文龍)   Seigneur du Pays Taï, Président de la Fédération Taï (1887 – 1975 - Empire d’Annam) 
              -   DEO Nang Toi   Seigneur du Pays Taï (1914 – 2008- Empire d’Annam/France)